# シャンゴ (レストラン)
シャンゴ (Shango) は、シャンゴ株式会社が運営する群馬県高崎市のレストラン・チェーン、イタリア料理店。

## 沿革

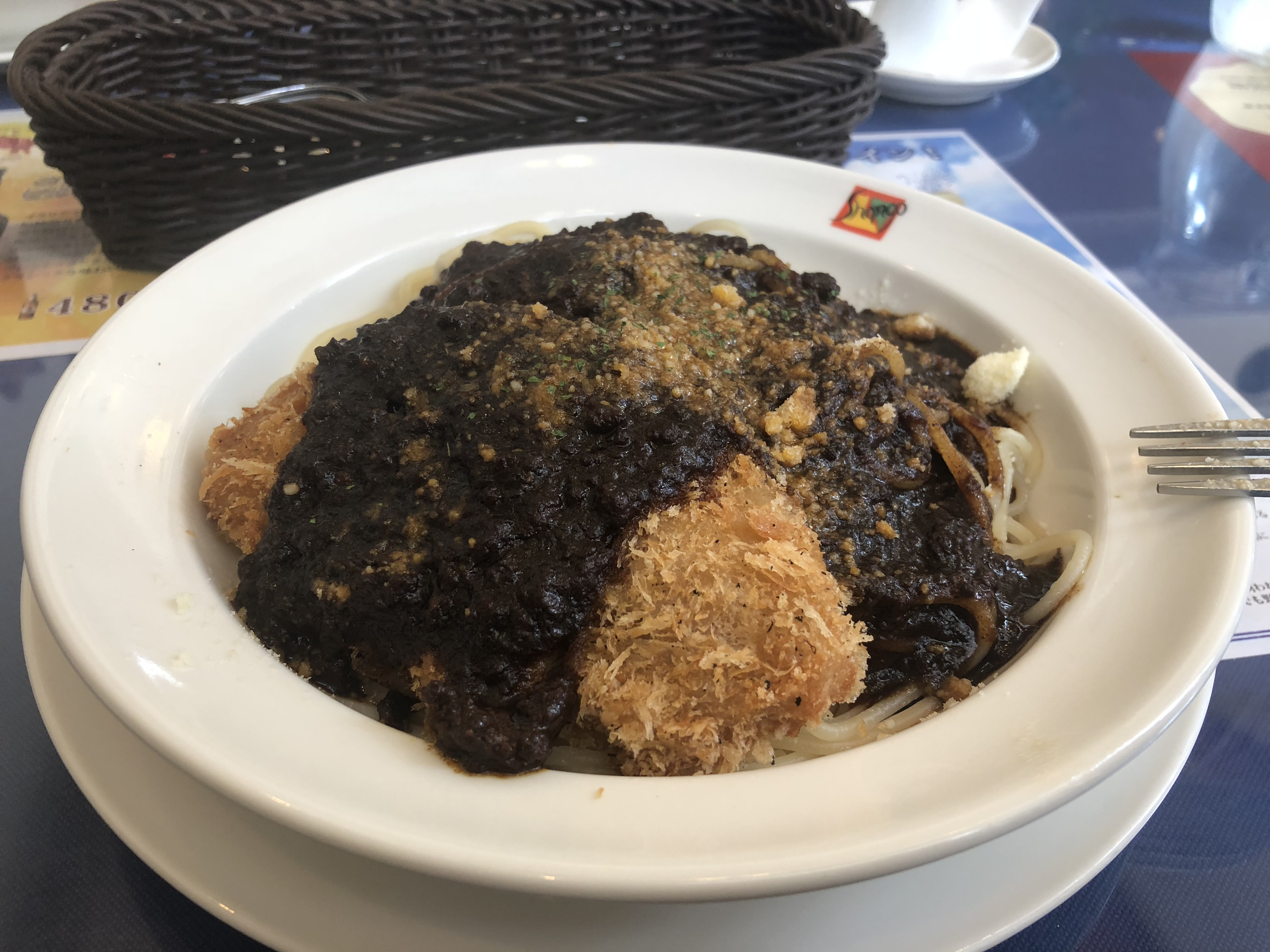
シャンゴ風スパゲティ

創業者の関崎省一郎は、東京のホテルで洋食の修行をし、出身地の高崎に戻って、1969年に最初の店を開店した。
1972年に法人化し、3月に高崎市問屋町に店舗を開店し、その後、徐々に店舗を増やしていった。開業当時はまだイタリア料理が一般化しておらず、メニューにはカレーなどの洋食も扱っており、パスタの種類も少なかったが、独自に開発したミートソースが口コミで広がり、またいち早くモータリゼーションを意識して店舗に十分な駐車場を設けて人気を高めた。
1983年の時点では、群馬県内に4店舗を構え、従業員51人の規模となっていた。この時点では店舗ごとにあえて異なる味付けを許容して、店舗ごとのファンづくりに取り組んでいた。当時はまた、メニューの調理法などを紹介する「シャンゴ・テレフォン・クッキング」というテレホンサービスを提供していた。
その後、シャンゴで修行した料理人が、独立して開業する例が続き、高崎市ではパスタを扱う店が増え、「シャンゴ学校」とも称されるようになった。
2009年から高崎市で開催されている創作パスタのイベント「キングオブパスタ」では、2010年に「赤城鶏と群馬県野菜のミネストラ仕立て」で初優勝し、2010年には、このメニューをもとにアレンジした「シャンゴ監修 赤城鶏と野菜のトマトスープパスタ」が、ベイシア系のコンビニエンスストアであるセーブオンで販売された。
2011年8月には、創業者の息子である関崎晴五が2代目の社長に就任した。
「キングオブパスタ」では、2012年にも「塩麹麦豚と蒟蒻入りパスタのトマトカレースープ」で2度目の優勝を果たした。
2013年の時点では、群馬県内に9店舗を構え、セントラルキッチン方式をとり、従業員140人の規模で、年間48万人の来客があった。
2020年2月の時点では、問屋町本店、問屋町支店、倉賀野バイパス店、前橋石倉店、伊勢崎店、前橋南店、東部バイパス店、Due伊勢崎店の8店舗が営業している。